# Mausolée Juselius
Le Mausolée Juselius (finnois : Juseliuksen mausoleumi) est l'un des bâtiments les plus connus de Pori en Finlande.

## Histoire
Le Mausolée est construit dans le cimetière de Käppärä ouvert en 1884.
L’industriel Fritz Arthur Jusélius l'a fait construire pour y faire reposer sa fille Sigrid Jusélius.
Les travaux de construction débutent en 1901 et se terminent en 1903.
Le bâtiment est conçu par Josef Stenbäck et il représente le style néogothique.
Selon la mode de l'époque la chapelle est octogonale et six faces ont de hauts vitraux.
Josef Stenbäck suggère de peindre les vitraux et les surfaces en dessous des vitraux.
Il souhaite aussi des fresques sur la voûte et dans l'entrée du mausolée.
Les vitraux ne seront pas peints mais les fresques seront réalisées.
Pekka Halonen peindra les deux fresques de l'entrée et Akseli Gallen-Kallela les huit fresques de la salle principale.

## Galerie

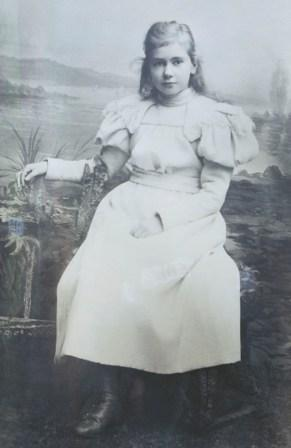
Sigrid Juselius (1887-1898)
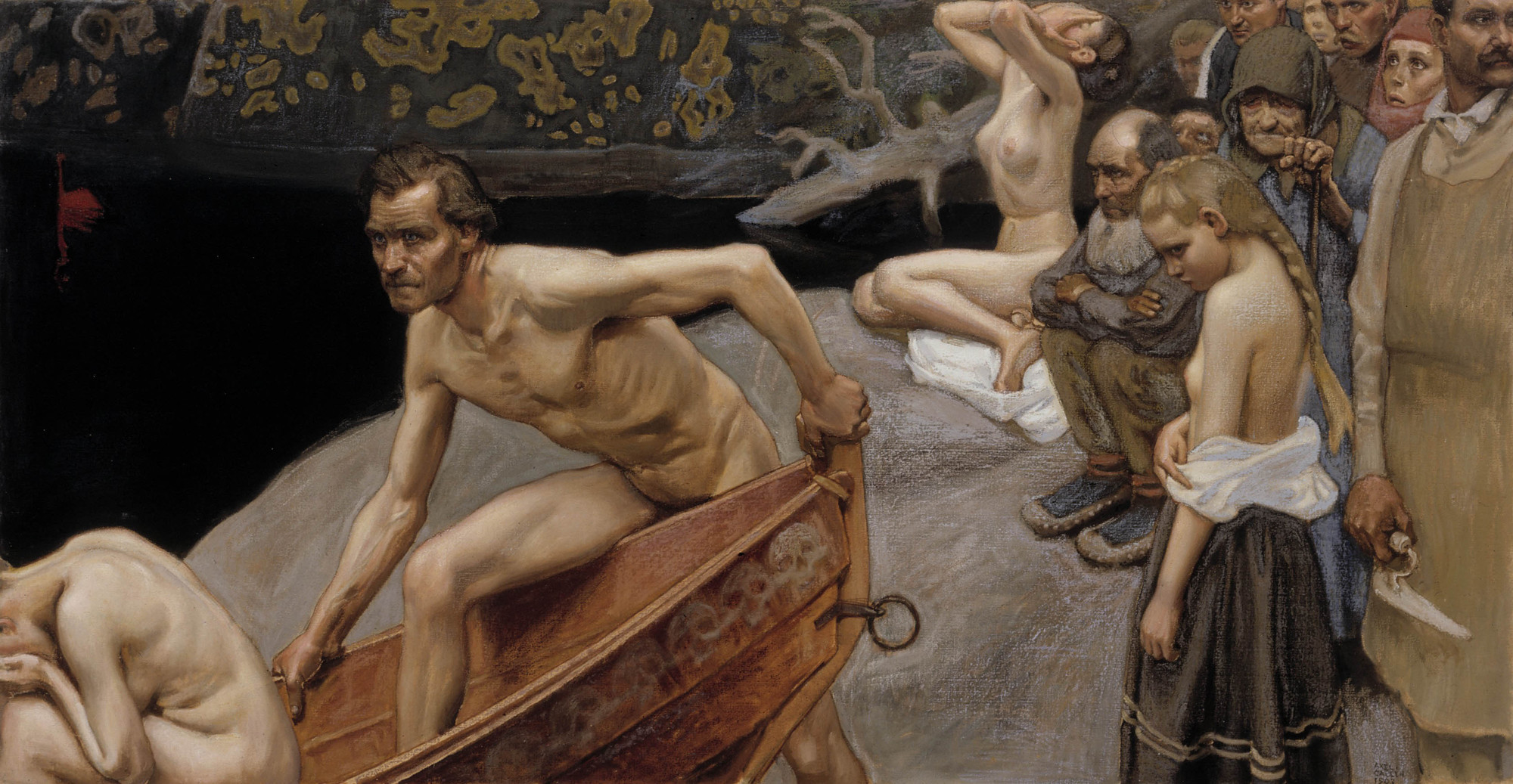
Étude de la fresque "La rivière de Tuonela" (1903)
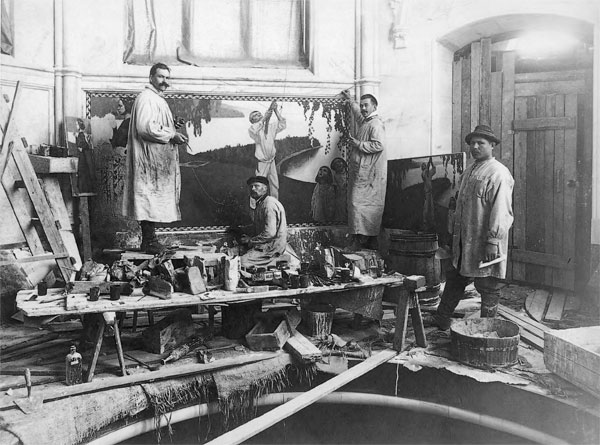
Akseli Gallen-Kallela (à gauche) peignant une fresque.
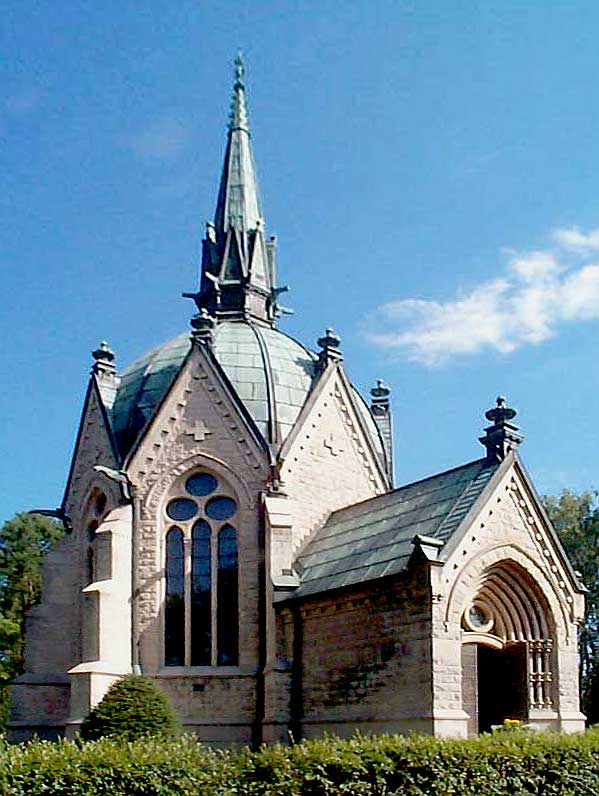
Le Mausolée Juselius.
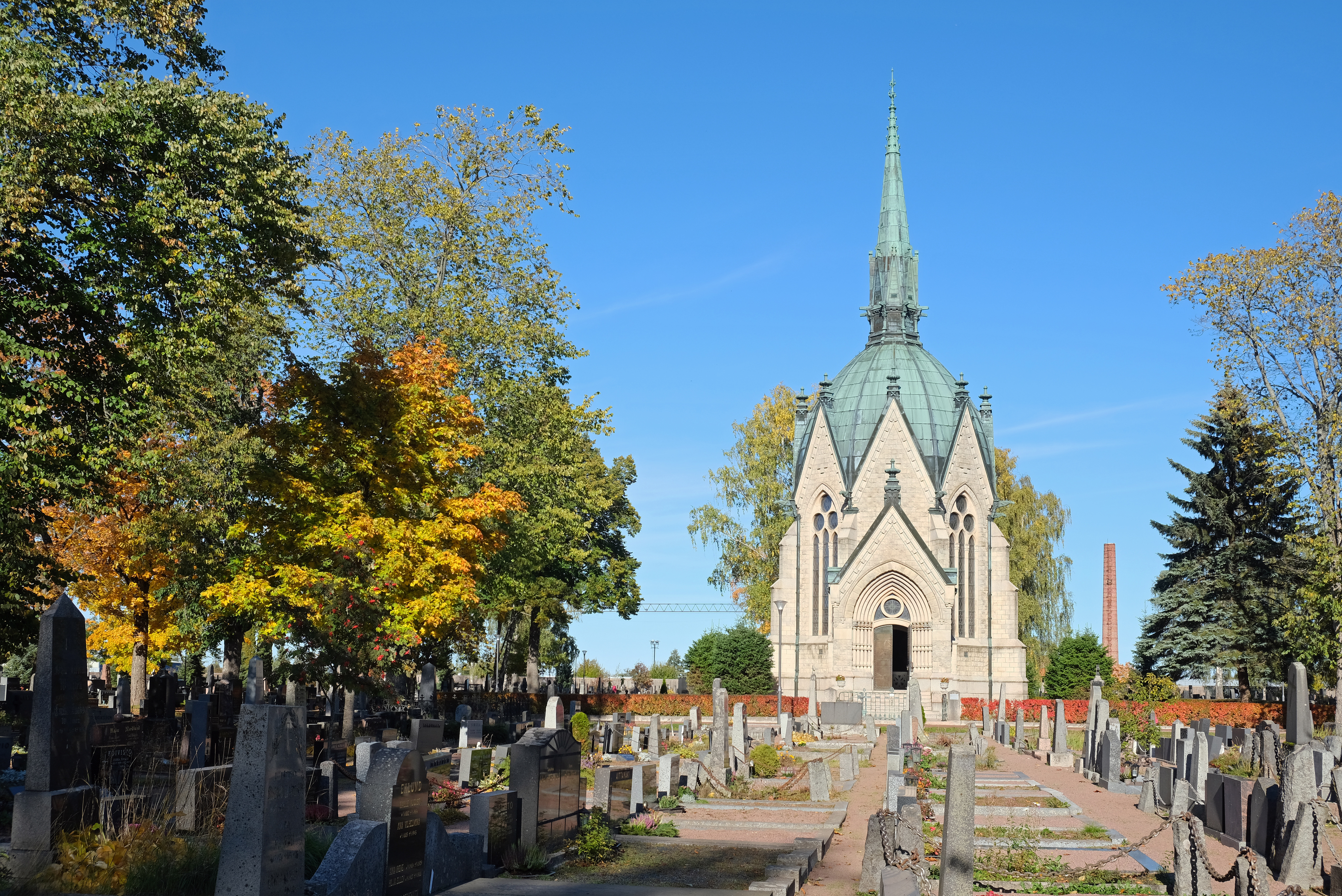
Le mausolée Juselius. Septembre 2021.